# Bill Bain
William Worthington Bain Jr. (30 de julho de 1937 – 16 de janeiro de 2018) foi um consultor empresarial estadunidense, conhecido por seu papel como um dos fundadores da consultoria de gerenciamento empresarial que carrega seu nome, Bain & Company. Antes de fundar a Bain & Company, William Bain Jr. foi vice-presidente da empresa de consultoria Boston Consulting Group (BCG).

## Primeiros anos
William Bain nasceu no dia 30 de julho de 1937 em Johnson City, Tennessee, Estados Unidos. Filho de William Worthington Bain Sr. e sua esposa, Ruby Kathleen Bain. Seu pai era um pequeno comerciante de alimentos que tinha pouca educação formal e veio de uma família com onze irmãos. Ele concluiu o ensino médio na Science Hill High School em 1955.
Logo após, ele ingressou na East Tennessee State College, inicialmente como graduando de engenharia, até se transferir para a Vanderbilt University, dois anos mais tarde. Bill graduou-se em 1959, recebendo honrarias da fraternidade Phi Beta Kappa, e com um diploma em história. Ele então se casou e se tornou pai.

## Carreira
Antes de retornar para Vanderbilt em 1960 e assumir o cargo de diretor de desenvolvimento da universidade, com apenas 26 anos, Bain trabalhou brevemente em uma companhia de fabricação de aço, durante um estágio de verão. Nesta posição, ele conheceu, ele conheceu Bruce Henderson, o fundador da empresa de consultoria empresarial Boston Consulting Group. Depois de conhecer Henderson, Bain concordou em ingressar na BCG em 1967, com um salário inicial de 17,000 dólares anuais.
No começo da década de 70, Bain era considerado internamente na BCG como o eventual sucessor de Henderson, entretanto, em 1973, Bain se desligou da BCG para iniciar sua própria empresa de consultoria estratégica. Bain rapidamente recrutou para si, antigos clientes da BCG, como Black & Decker e Texas Instruments, e contratou seis empregados da BCG. A nova empresa de Bain diferenciou-se de outras empresas de consultoria da época por focar em tarefas mais longas. Ele desenvolveu relações mais próximas com seus clientes, ajudando companhias não só a traçar uma estratégia, mas também implementa-la. Ele também prometeu não representar mais de um cliente por indústria, e por muitos anos, aceitaria apenas tarefas que foram entregues a ele pelo CEO do cliente.
Ele formou Bain Capital, uma empresa de private equity, em 1984, e escolheu Mitt Romney, um de seus sócios na Bain & Company para ser o primeiro CEO da Bain Capital.
Em sua vida após deixar a Bain, ele foi presidente do conselho na Bain Williard Companies, L.P, empresa da qual ele co-fundou em 1993 com Ralph R. Williard, presidente da Bain. Foi também diretor da empresa de manufatura de iates Hinckley Yachts.

## Filantropia
Bain foi por muitos anos, administrador de diversas fundações de caridade voltadas a crianças em Boston, incluindo Children’s Hospital Boston, The Boys and Girls Clubs of Boston and the Posse Foundation. Ele também serviu como membro do conselho da Vanderbilt University. e foi administrador da instituição de caridade para crianças Naples Children and Education Foundation sediada em Naples, Florida de 2002 até sua morte.

## Vida pessoal
Bain foi casado três vezes e foi pai de quatro crianças.
Ele viria a morrer aos 80 anos em sua casa na Flórida, no começo de 2018, após anos de convívio com a doença de Parkinson.